# Remotomyia
Remotomyia is een vliegengeslacht uit de familie van de roofvliegen (Asilidae).

## Soorten
- R. albosetatus (Hull, 1967)
- R. brunales Londt, 1983
- R. longipalpus Londt, 1983
- R. penrithae Londt, 1983